# Graffenrieda calyptrelloides
Graffenrieda calyptrelloides är en tvåhjärtbladig växtart som beskrevs av John Julius Wurdack. Graffenrieda calyptrelloides ingår i släktet Graffenrieda och familjen Melastomataceae. Inga underarter finns listade i Catalogue of Life.